# Ilex tahanensis
Ilex tahanensis är en järneksväxtart som beskrevs av R. Kiew. Ilex tahanensis ingår i släktet järnekar, och familjen järneksväxter. Inga underarter finns listade i Catalogue of Life.